# Regresión hedónica
En economía, la regresión hedónica (encuadrada dentro de la teoría de la demanda hedónica), es un método para estimar la preferencia revelada. Está basada en la descomposición de un bien económico en sus características más importantes y en el análisis de la contribución al valor agregado de cada una de tales características. 
Los modelos hedónicos se usan habitualmente en el cálculo del valor de bienes inmuebles y la elaboración de índices de precios. En estos últimos, la aproximación hedónica se utiliza principalmente para controlar aspectos como variaciones de la calidad en los productos que integran las canastas.